# 拉加爾托 (塞爾希培州)
拉加爾托（葡萄牙語：Lagarto），是巴西的城鎮，位於該國東北部，由塞爾希培州負責管轄，始建於1689年，面積969平方公里，海拔高度183米，2014年人口101,305，人口密度每平方公里104.52人。